# Trio per pianoforte e archi (Debussy)
Il Trio per pianoforte e archi è una composizione da camera per pianoforte, violino e violoncello di Claude Debussy scritta fra settembre e ottobre 1880.

## Storia
Nel giugno 1880 Debussy, non ancora diciottenne, ottenne il primo premio al Conservatorio come accompagnatore al pianoforte. Durante il periodo estivo il musicista venne accompagnato da Antoine Marmontel, suo insegnante, presso una ricca vedova russa, Nadežda von Meck, buona musicista dilettante, grande ammiratrice e protettrice di Pëtr Il'ič Čajkovskij. La baronessa, che risiedeva momentaneamente in Svizzera a Interlaken, aveva richiesto al Conservatorio di Parigi un giovane pianista per fare musica d'insieme durante l'estate, disposto a seguirla nei suoi spostamenti in Europa. Il compito di Debussy era principalmente quello di dare lezioni di pianoforte ai figli della signora Von Meck e di suonare con lei a quattro mani.

Dalla Svizzera la famiglia della baronessa, con Debussy al seguito, si trasferì quindi nel sud della Francia, ad Arcachon, poi a Nizza, a Genova, a Napoli per giungere infine a Firenze. Qui vennero raggiunti da altri due giovani musicisti, il violoncellista Pëtr Danilčenko e il violinista Vladislav Pachul'skij che, insieme a Debussy, formarono un trio che suonava ogni sera spaziando da autori russi a Franz Schubert. In questo periodo il musicista, dopo aver scritto una Danse bohémienne per pianoforte, compose, a Fiesole, il Trio in Sol maggiore appositamente per la piccola formazione che si era formata, dedicandola a Émile Durand, suo professore di armonia al Conservatorio.

La baronessa inviò la fotografia dei tre giovani musicisti a Čajkovskij, pensando di mandargli anche lo spartito del Trio, ma non fece in tempo a farne realizzare una copia. Si lamentò però con il suo protetto poiché questi non aveva ancora scritto un suo Trio; a questa richiesta il musicista ottemperò in breve tempo con il Trio in La minore. 

Rientrato a Parigi al Conservatorio, alla fine dell'estate, Debussy entrò a far parte della classe di composizione di Ernest Guiraud a cui molto probabilmente sottopose il Trio per pianoforte e archi; l'opera da allora in poi rimase inedita in un cassetto, tanto da far pensare che fosse andata perduta. Ritrovato solo nel 1982 il Trio è stato eseguito per la prima volta a Parigi, alla Biblioteca nazionale di Francia il 12 novembre 1985 dal Trio composto da Daniel Blumenthal (pianoforte), Peter Zazofsky (violino) e Valter Despalj (violoncello). Lo spartito fu pubblicato l'anno seguente a Monaco di Baviera dalle Edizioni Henle.

## Struttura
Il Trio per pianoforte e archi è nella tonalità di Sol maggiore, ha una durata di circa 22 minuti ed è composto da quattro movimenti:
- Andantino con moto allegro
- Scherzo-Intermezzo. Moderato con allegro
- Andante espressivo
- Finale. Appassionato

## Analisi
Il Trio è la prima composizione di Debussy di un certo impegno; fino ad allora il giovanissimo musicista si era cimentato in brevi lavori di pochi minuti di durata. Per realizzare la sua opera il compositore scelse una compagine strumentale strettamente ottocentesca e compose una partitura che risentiva molto della musica romantica, ma che si rivelò comunque fresca e vitale.

I quattro movimenti si presentano come una suite di gradevoli brani da salotto. Il primo, il più lungo, Andantino con moto allegro, inizia moderatamente con una melodia esposta di volta in volta da ognuno dei tre strumenti; la musica si anima poi nell'Allegro appassionato della seconda parte. Il secondo movimento, Scherzo-Intermezzo, è più lento e gli strumenti dialogano fra di loro con piacevolezza passando poi a un motivo di danza. La terza parte, Andante espressivo, è introdotto dagli arpeggi del pianoforte seguiti da un primo tema del violino; segue un secondo tema espresso dal pianoforte con gli archi. La coda finale di questo terzo tempo ha già in nuce alcune caratteristiche future della musica di Debussy nella raffinatezza dei suoni e in piani armonici inusuali. L'ultimo movimento, Finale. Appassionato, è un brano gradevolmente allegro, vivace ed energico seppure un po' sbrigativo.